# Električni autobus
Električni autobus (eng. electric bus) je električno vozilo za prijevoz putnika. Glavni pogon ostvaruje preko elektromotora koji mogu biti istosmjerni serijski ili trofazni asinkroni motori. Ne koristi se motor s unutarnjim sagorijevanjem, te se time ne zagađuje okoliš izravno iz vozila, niti mirisom, niti zamagljenjem ispušnim plinovima.

## Prednosti naspram dizelskog pogona
- Bolja je iskoristivost mase naspram snage (u slučaju trolejbusa, ili nekog drugog vanjskog izvora snage, tj. struje, koja se oduzima, a proizvedena je izvan vozila.
- Efikasnost električne energije koja se može iskoristiti iznosi oko 98%, dok se kod čistog unutarnjeg izgaranja može iskoristiti najviše 30%, zbog topline, koja se gubi.
- Elektromotor dozvoljava duže periode preopterećenja bez značajnijih problema (mala generirana toplina u radu).
- Ne nastaju ispušni plinovi od elektromotora samog. Ako hibridni autobus može imati motor s unutarnjim izgaranjem, taj može proizvoditi ispušne plinove. Svejedno, hibridi proizvode manje ispušnih plinova, jer neki koriste regenerativnu energiju. Regenerativna energija je energija, koja se proizvodi kočenjem. Razlog, zašto je to moguće, je taj, jer je elektromotor ujedno i generator, tj. izvor električne energije, ako se koristi na obrnuti način.
- Električna struja se može generirati iz izvora, koji ne zagađuju okoliš, tj. obnovljivih izvora energije, tj. hidroelektrana, vjetroelektrana, energije oceanskih valova, termalnih izvora.

## Glavni problemi
- Sadašnja tehnologija razvoja baterija nema dovoljno jake baterije za duže autonomno putovanje (bez ponovnog punjenja baterija). Zbog toga je kod trolejbusa nužno koristiti napojne električne vodove, koji se generalno smatraju narušavanjem prirodnog okoliša.

## Vrste električnog autobusa
- Trolejbus - najrasprostranjeniji oblik, služi za gradski prijevoz
- Hibridni električni autobus
- Gyrobus
- Baterijski pogonjen autobus
- Solarno pogonjen autobus
- Vodikove ćelije

### Hibridni električni autobus
Hibridni električni autobus je autobus koji koristi hibridni električnu tehnologiju za pokretanje, umjesto uobičajenog dizelskog motora. Ovo vozilo kombinira uobičajeni sustav pokretanja sa spremnikom električne energije (punjiva baterija) kako bi se postigla bolja učinkovitost korištenja goriva nego uobičajena vozila. Njegov drugi sustav pogona, dodatno uz električni motor, znači kako nisu potrebni posjeti stanici za punjenje. Ovaj tip autobusa se često koristi kao alternativa autobusu na čisto dizelski pogon.

### Gyrobus
Ime dolazi od Grčkog pojma za kotač zamašnjak, gyros. Trenutno nije u uporabi nijedan Gyrobus, ali razvoj u tome smjeru se nastavlja.
To je specijalni tip autobusa, koji za skladištenje energije koristi kotač zamašnjak.
Na njegovom putu se nalaze stanice za punjenje, koje pokreću kotač zamašnjak, koji zatim uskladišćuje energiju.
Za pokretanje se koriste stanice za punjenje, tj. električni napon.
U prošlosti je postojalo nekoliko javnih prijevoznika, koji su koristili ovaj tip električnog autobusa.
Prvi je bio razvijen 1940.-te u Švicarskoj, koji je koristio autobus s kotačem zamašnjakom od 3,000 okretaja u minuti.
Kad je bio potpuno napunjen, gyrobus je mogao putovati do 6km na ravnom terenu brzinama do 50, pa i 60 km/h.
Punjenje kotača zamašnjaka je trajalo 30 sekundi i 3 minute.
U pokušaja smanjivanja toga vremena, napon stanice za punjenje je povećan s 380 volti na 500 volti.
Potpuno popunjen Gyrobus je mogao prijeći 6 kilometara po punjenu, ali se u pravilu svakih 4 km nalazila stanica za punjenje.
Trošenje sustava je bilo neminovno, zbog velike potrebe za energijom. Procjenjeno je kako je bilo potrebno 3.4 kWh/km po gyrobusu, što je bilo preskupo, te je 1959 zatvorena linija.
Nedostatak je i težina. Gyrobus za 20 Osoba i predviđen za 20 km treba masu zamašnjaka od 1,5 t, kako bi se spremilo oko 9,15 kWh. Kotač zamašnjak u vrtnji osim toga treba posebne mjere predostrožnosti. Brzina ophoda kotača promjera 1,6 m promjera kod 3000 okretaja u minuti iznosi oko 900 km/h. Kućište kotača zamašnjaka se mora isprazniti, tj. stvoriti vakuum, kako bi se smanjilo trenje zraka koje dovodi do gubitka energije. Sve ove mjere povećavaju težinu oko 3 tone naspram uobičajenih dizelskim vozila.

### Baterijski pogonjen autobus
Baterijski pogonjen autobus je vozilo, koje koristi kemijsku energiju, koja je pohranjena u punjivim poljima spojenih baterija.
Baterija mora biti velikog kapaciteta. Zato se koristi kombinacija baterije i kondenzatora naziva "electrochemical double layer capacitors", "EDLCs", "ultracapacitor" tj. "supercapacitor". Od ovoga vozila postoje prototip-ovi.

### Solarno pogonjen autobus
Autobus, koji radi na sunčev pogon. Zasad postoji samo prototip.

### Vodikove ćelije
Autobusi na vodikove ćelije električnu struju dobivaju kemijskom reakcijom oksidansa, koji reagira u prisutnosti elektrolita.
I ovi autobusi su još u fazi prototipa.
- Hibridni električni autobus
- Gyrobus
- Unutrašnjost Gyrobusa u muzeju. Vidljiv je motor sa kotačem zamašnjakom.
- Baterijski autobus

### Poveznice
- Autobus
- Zglobni autobus
- Trolejbus